# Магнус III Голоногий
Ма́гнус III Голоно́гий или Босоно́гий (др.-сканд. Magnús berfœtt) (1073 — 23 августа 1103) — король Норвегии (1093—1103), сын Олафа III Тихого и наложницы Торы, главный герой «Саги о Магнусе Голоногом» в составе «Круга Земного». Правление Магнуса III ознаменовало собой попытку возрождения агрессивной экспансии викингов и было направлено на создание норвежской империи в Ирландском море и северной части Британских островов. После гибели Магнуса в Ольстере созданная им империя развалилась. Своё прозвище Магнус получил, по самой распространённой версии, за приверженность к ношению гэльской одежды, прообраза килта.

## Биография

### Король Норвегии

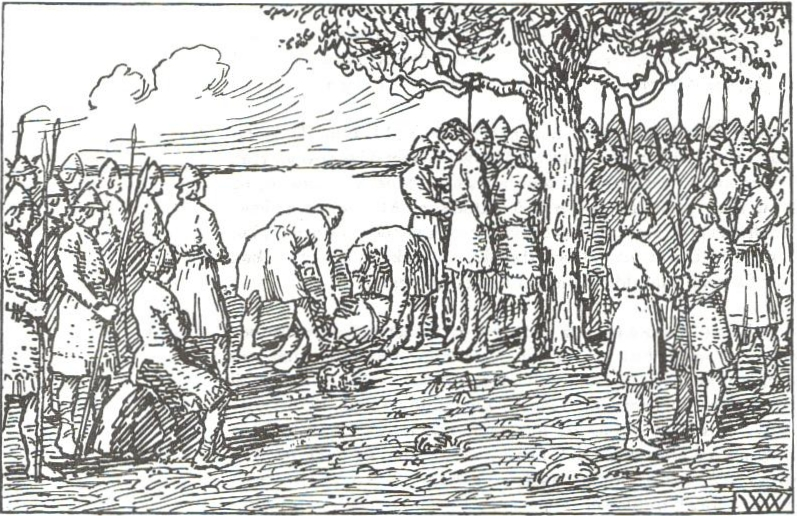
Казнь мятежников

В 1093 году, после смерти своего отца Олава III Тихого, Магнус был провозглашён королём Норвегии. Однако жители Оппланна, собравшись на тинге, провозгласили королём Хакона Магнуссона — сына Магнуса II, двоюродного брата Магнуса III.
Затем Хакон направился в столицу Норвегии, Тронхейм, где потребовал разделить Норвегию между собой и Магнусом III, как ранее поступили их отцы. Это требование было признано справедливым. Став конунгом, Хакон набрал себе дружину, а также отменил ряд налогов и ввёл некоторые улучшения законов, чем завоевал полное расположение бондов. Поведение Хакона вызвало недовольство у его соправителя Магнуса III и между двоюродными братьями произошёл конфликт.
В конце 1093 года Хакон и Магнус начали готовиться к войне друг против друга и собирать войска. Однако зимой 1094 года, когда Хакон Магнуссон неожиданно умер, его сторонники не сложили оружия. Возглавляемые ярлом Ториром из Стейга, воспитателем Хакона, мятежники разбили ополчение в Северной Норвегии, и разграбили побережье. Магнус III быстро подавил это выступление. Ярл Торир и множество заговорщиков были казнены, а на остальных были наложены суровые наказания.
Магнус конунг правил теперь страной один. Он установил мир в стране и очистил её от викингов и разбойников. Он был мужем решительным, воинственным и деятельным и во всем походил скорее на Харальда, своего деда, чем на своего отца. (Снорри Стурлусон. «Круг Земной» Сага о Магнусе Голоногом)

### Войны в Скандинавии (1094—1100)

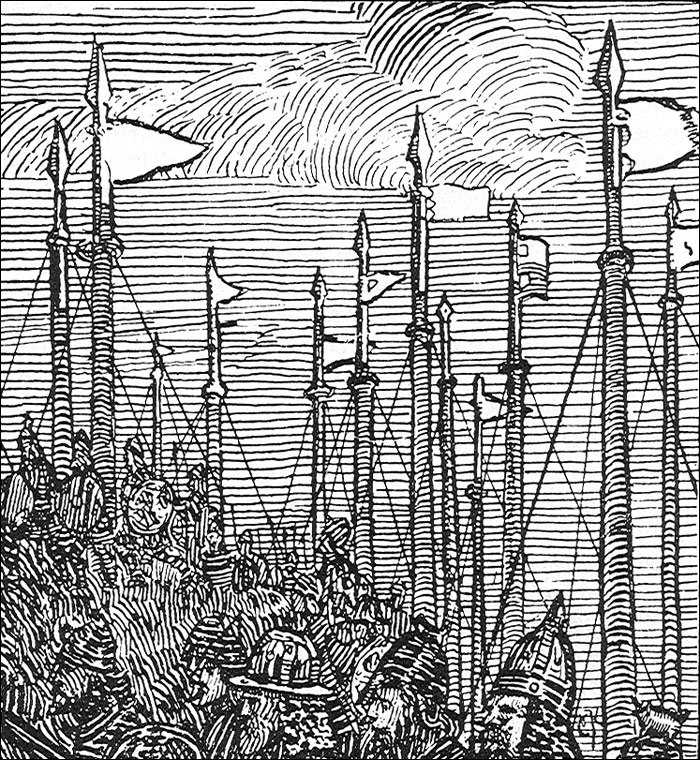
Армия Магнуса III

Закрепившись в Норвегии, Магнус III начал проводить агрессивную политику в отношении соседних государств — Дании и Швеции. Камнем преткновения послужили приграничные споры в устье реки Гёта-Эльв, по которой в то время проходили границы скандинавских королевств. В 1094 году Магнус совершает набег на датскую провинцию Халланд (сейчас территория современной Швеции), где прошёл с огнём и мечом, захватив богатую добычу. В 1095 году с большим войском Магнус III совершил поход в шведскую провинцию Вестергётланд и заставил местных жителей присягнуть ему на верность.
В стратегическом месте на острове Колландсё, в южной части озера Венерн, была построена деревянная крепость, где был оставлен гарнизон. Уже на следующий год король Швеции Инге I Старший взял эту крепость штурмом и возвратил себе власть над Западным Гёталандом. В 1097 году Магнус вновь совершает поход против Швеции, но терпит поражение от Инге I в сражении при Фоксерне.
Наконец, в 1099 году на побережье Гёта-Эльв встретились три правителя: король Норвегии Магнус III Голоногий, король Швеции Инге I Старший и король Дании Эрик I Добрый. Стороны заключили мир при условии сохранения незыблемости границ. В качестве закрепления мира, Магнус женился на дочери Инге — Маргарет, которая получила прозвище Маргарет Фредкулла («Дева Мира»).

### Первая кампания на Британских островах (1098—1099)
Следующим предприятием Магнуса стало вторжение в Англию. Прошло более тридцати лет после гибели короля Норвегии Харальда III Сурового в битве при Стамфорд-Бридже, однако Англия притягивала к себе взгляды потомков викингов, мечтавших повторить вторжения 800—860 годов. Но после нормандского завоевания и установления жёсткой централизованной королевской власти, Англия представляла могучего и грозного противника. Поэтому, в качестве целей для своих притязаний, Магнус III выбрал районы, густозаселенные скандинавскими поселенцами.
Сложившаяся ситуация способствовала этому. На Оркнейских островах ярлы Паль и Эрленд плели друг против друга интриги в борьбе за власть; в Шотландии была гражданская война, которую вели между собой король Дональд III и его племянник Эдгар; в Ирландии разгорелся конфликт между норвежскими поселенцами и коренным кельтским населением; королевство Мэн и островов, после смерти первого короля Годреда Крована было на грани распада; в Уэльсе король Гвинеда Грифид ап Кинан поднял восстание против норманнских баронов. Появление в этих условиях мощного норвежского флота и армии под командованием Магнуса было обречено на успех.

#### Вторжение на Оркнейские и Гебридские острова

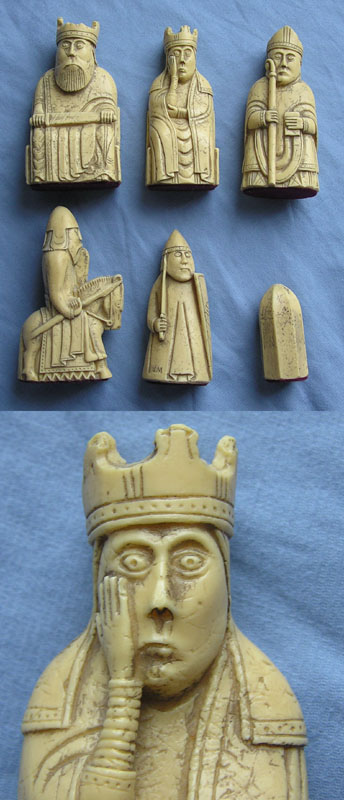
Скандинавские шахматные фигуры, найденные на шотландском острове Льюис

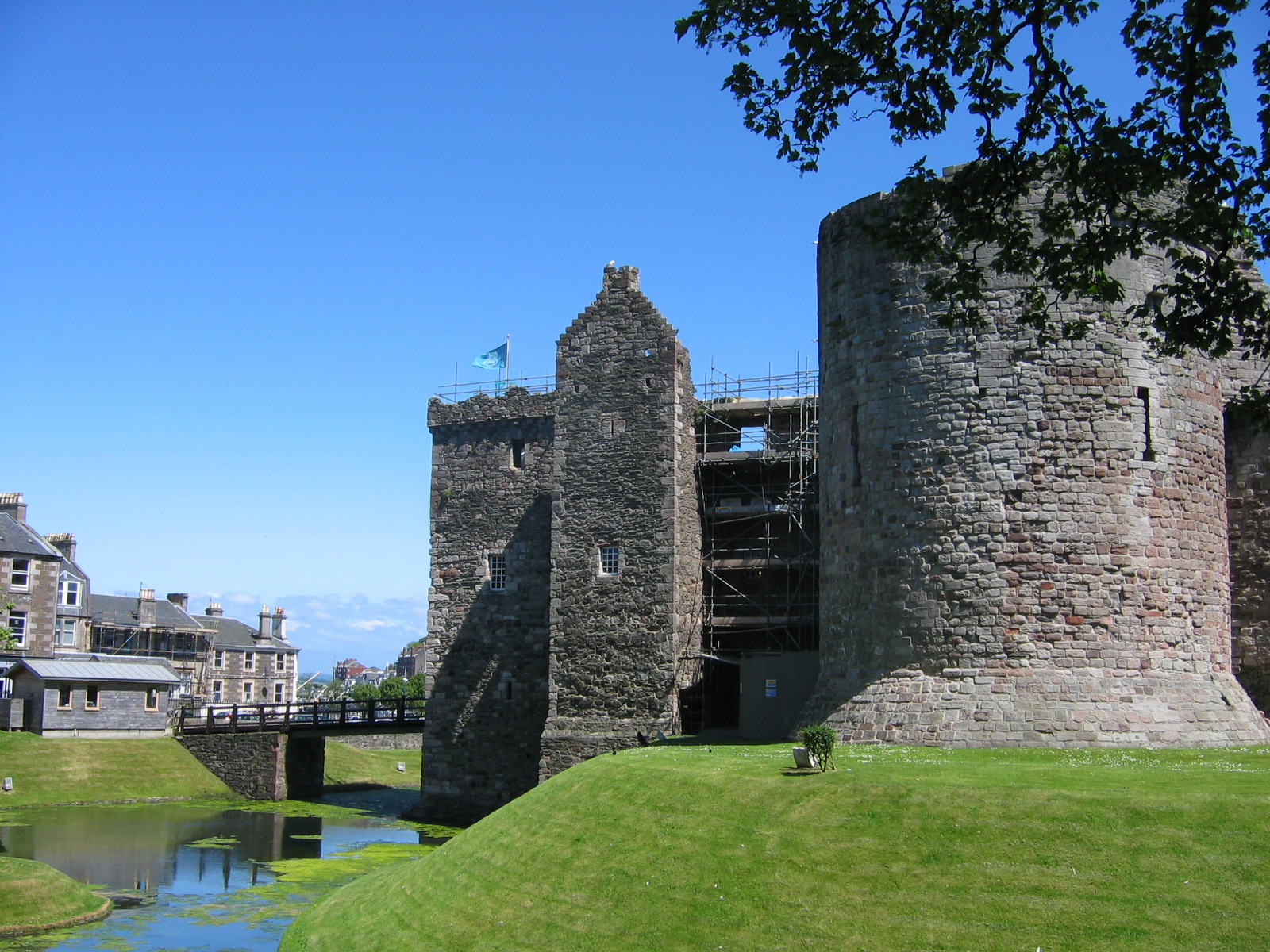
Крепость Ротсей (Rothesay Castle) на острове Бьют

Оркнейские острова ещё со времён первого короля Норвегии Харальда Прекрасноволосого находились в зависимости от норвежской короны. Однако в «мирный» период правления Олафа Тихого зависимость оркнейских ярлов стала исключительно номинальной. Прибыв в 1098 году к Оркнейским островам, Магнус III захватил ярлов Пауля и Эрленда и отправил их в ссылку в Норвегию. Заставив жителей присягнуть на верность своему сыну Сигурду, Магнус направился на Гебридские острова. Подвергнув население Гебрид жесточайшему разграблению и захватив богатую добычу, Магнус присоединил эти острова к своим владениям. Помимо этого норвежцами также были разорены побережье Ирландии и Шотландии.
Монастырь святого Колумбы расположенный на острове Айона был взят Магнусом под своё покровительство. На острове Бьют была построена деревянная крепость Ротсей (Rothesay Castle), где был оставлен сильный гарнизон. Крепость впоследствии неоднократно перестраивалась и сохранилась до настоящего времени.

#### Захват острова Мэн

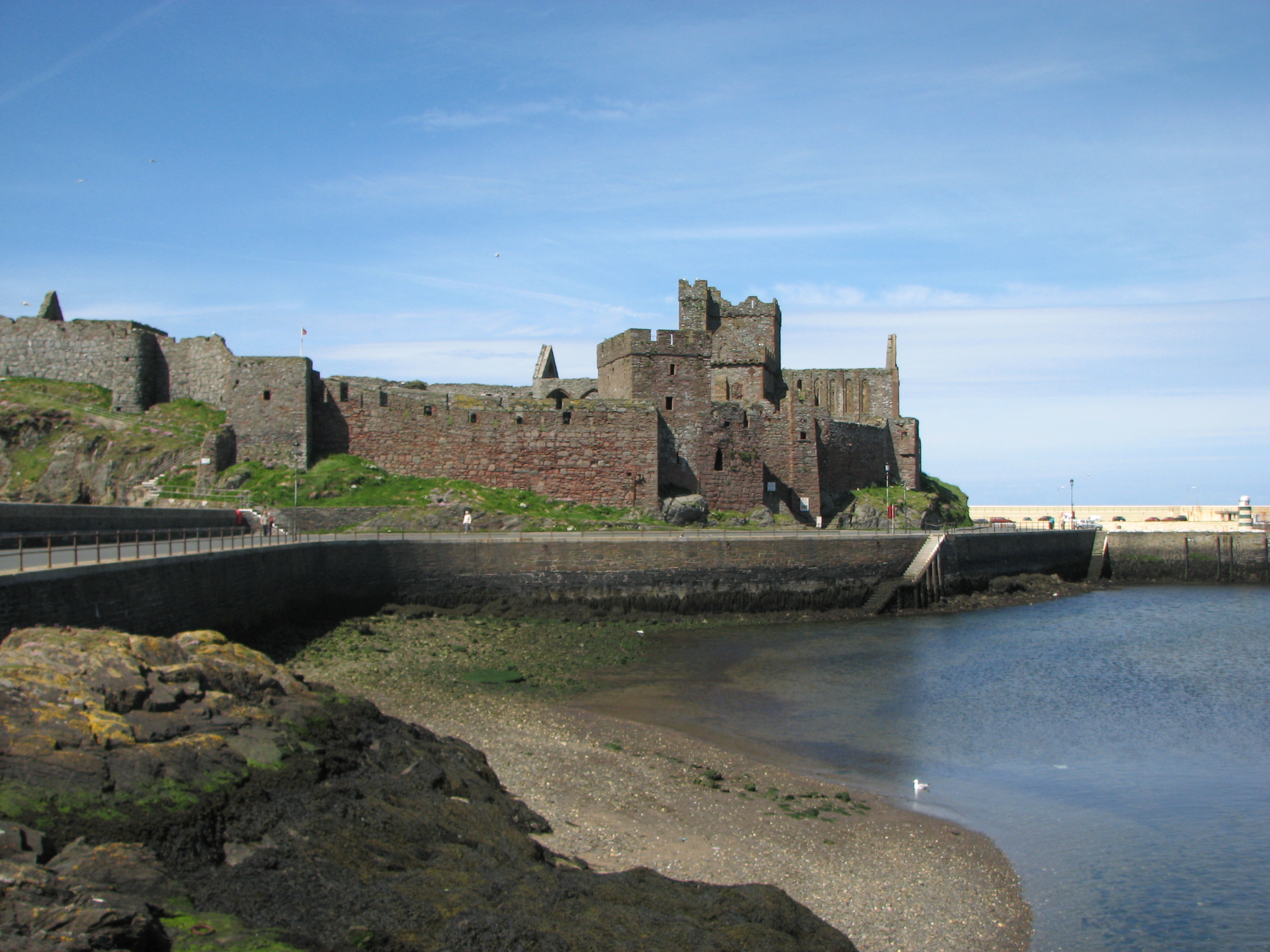
Крепость Пил (Peel Castle)

Следующей целью стал остров Мэн. Прибытие Магнуса III прекратило гражданскую войну на острове. Подвергнув аресту сыновей Годреда Крована — Олафа и Легманна, король Норвегии привёл население к присяге на верность. Мэн стал главной базой для последующих операций Магнуса. В городе Каслтаун была построена деревянная крепость Рашен (англ. Castle Rushen). Ещё одна крепость — Пил (англ. Peel Castle) была воздвигнута на острове Святого Патрика и служила вплоть до середины XIII века резиденцией правителей Мэна. Построенные в стратегически важных пунктах, эти замки впоследствии были перестроены и сохранились до наших дней.

#### Схватка в Уэльсе
Находясь на острове Мэн, Магнус оказался втянут в борьбу валлийцев под предводительством Грифида ап Кинана, против англонорманнского проникновения в Уэльс. В том же, 1098 году англонормандское войско под руководством Гуго д’Авранша, графа Честера и Гуго де Монтгомери, графа Шрусбери, преследуя Грифида ап Кинана, вторглось на остров Англси, однако в проливе Менай было внезапно атаковано норвежским флотом. В кровопролитном бою англичане были разгромлены, а Гуго де Монтгомери был убит. По сведениям скандинавских саг и уэльских хроник, король Магнус лично убил вражеского полководца из лука. Результатом данного сражения стало восстановление Грифида ап Кинана на престоле Гвинеда и прекращение до середины XIII века продвижения Англии в Северном Уэльсе. «Магнус тогда завладел островом Англси. Это было самое южное из владений, которое когда-либо было у конунгов Норвегии». Британские историки допускают, что Грифид, имеющий скандинавские корни по матери, принёс вассальную присягу Магнусу III.

#### Территориальные приобретения в Шотландии

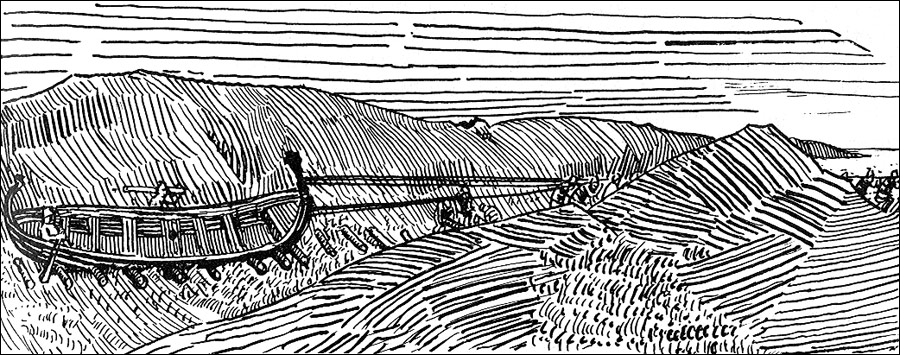
Магнус присоединяет к своим владениям Кинтайр

После сражения у Менай, Магнус Голоногий направился в Шотландию. В 1098 году претендент на трон Эдгар, пользуясь поддержкой английского короля Вильгельма II Рыжего практически отнял престол у своего дяди Дональда III, однако к противостоянию с мощной норвежской армией был не готов. Стороны вступили в переговоры и по их окончании заключили мирный договор. «Магнусу конунгу должны были принадлежать все острова, которые лежат к западу от Шотландии, если между ними и материком можно пройти на корабле с подвешенным рулем… Его люди прошли по всем шотландским фьордам и проливам между островами, населенными и ненаселенными, и сделали все острова владениями конунга Норвегии». Кроме этого, желая подтвердить свои права на Кинтайр, норвежский король Магнус III приказал протащить себя на ладье через самый узкий перешеек полуострова, пытаясь доказать, что Кинтайр относится к островам, причитающимся Норвегии. Шотландский король был вынужден признать эту потерю.
Перезимовав на Гебридских островах, Магнус III возвратился в Норвегию. На захваченных им землях правит его сын Сигурд, которого Магнус перед отъездом женит на Бидумин, дочери короля Манстера и Ленстера Муйрхертаха Уа Бриайн.

### Вторая кампания на Британских островах (1102—1103)

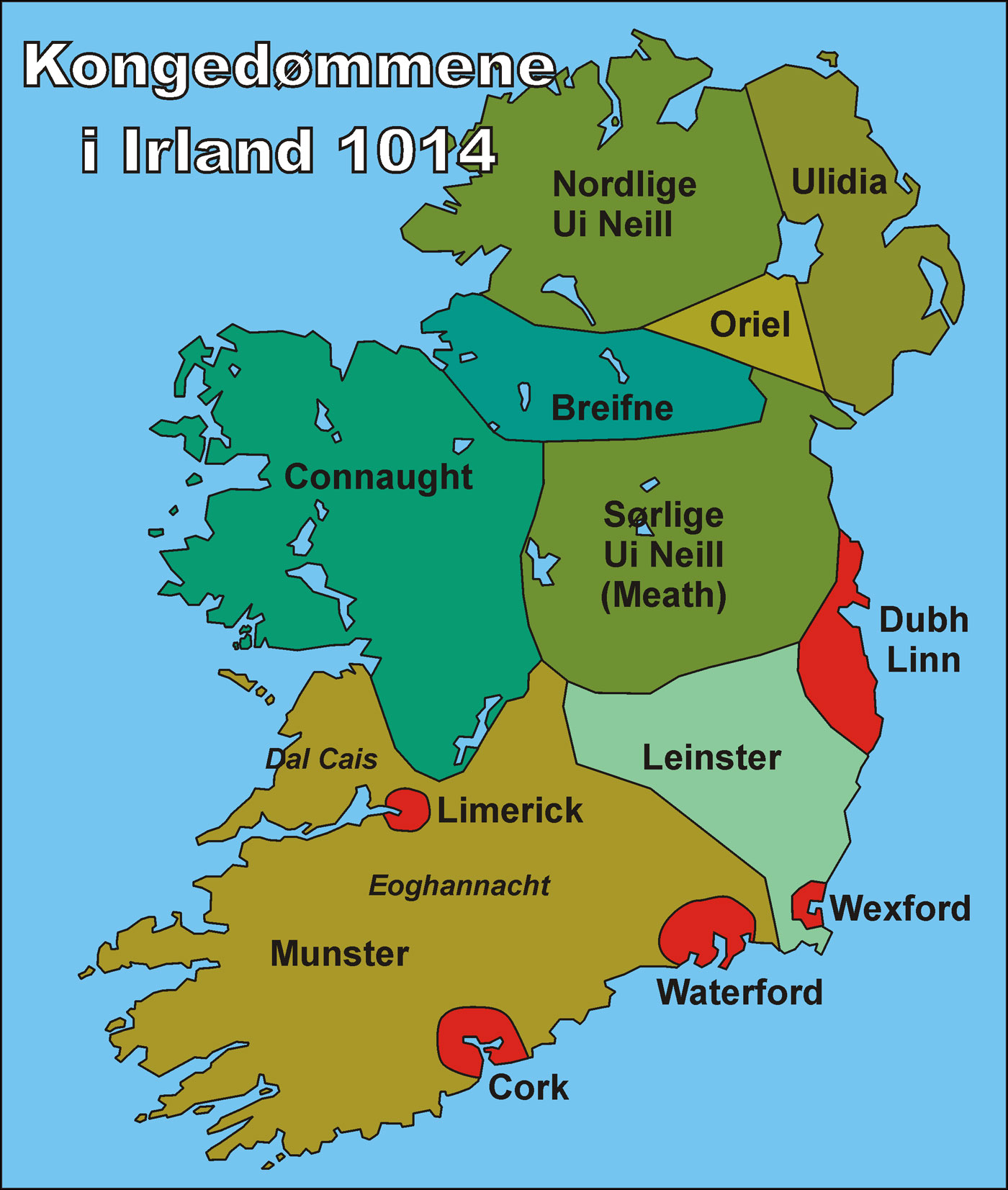
Королевства Ирландии в XI веке

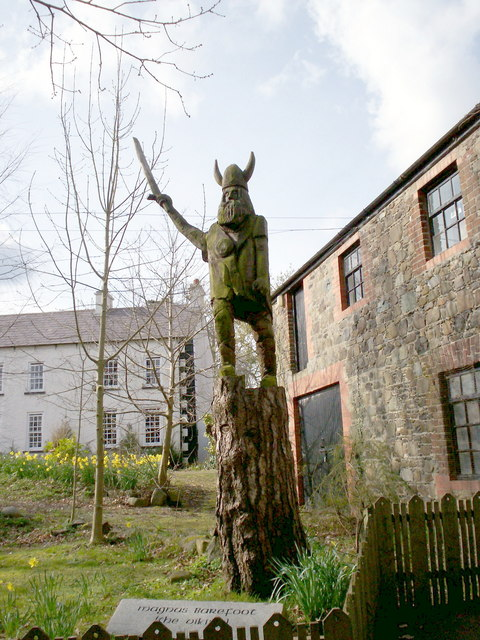
Памятник Магнусу III в Крейгавоне

Уладив по возвращении в Норвегию внутренние дела, Магнус начал масштабную подготовку к новой кампании. Наконец, с ещё большими силами, Магнус выдвинулся в поход. Его целью была Ирландия. После смерти Верховного короля Ирландии Тойрделбаха Уа Бриайна в 1086 году, новый Верховный король избран не был. Его сын Муйрхертах Уа Бриайн в упорной борьбе с братьями захватил королевскую власть в Манстере и Ленстере, однако короли Ольстера, Коннахта и Миде отказались признать его верховенство. Правители же скандинавско-гэльского Дублина были настроены враждебно к любой ирландской централизованной власти. Вместе с королём Магнусом III на завоевание Ирландии в 1102 году отправился цвет норвежской знати. Посетив по пути Оркнейские острова и получив там подкрепление, армия Магнуса Голоногого высадилась в районе Дублина. Король Муйрхертах Уа Бриайн выступил в поддержку Магнуса. Союзники захватили Дублин и королевство Миде. В следующем году настала очередь Ольстера. Разграбив и покорив большую часть Ольстера, король Магнус готовился к возвращению в Норвегию. Он ждал лишь, когда ирландцы пригонят ему скот, чтобы запастись продовольствием в дорогу. Встречая своих воинов, посланных за провизией, Магнус III со своим отрядом попал в засаду. В завязавшемся бою король был убит; вместе с ним погибли почти все знатные воины. Оставшись без предводителя, норвежцы сразу покинули Ирландию. Узнав о гибели отца, Сигурд, правивший на островах в Ирландском море, срочно уплыл в Норвегию, чтобы предъявить свои права на королевский престол.

### Брак и дети
- Жена — Маргарет Фредкулла (?—1130), дочь короля Швеции Инги I Старшего, королева Норвегии (1100—1103). После смерти Магнуса III вышла замуж за короля Дании Нильса, королева Дании (1105—1130). Брак был бездетным.
- Дети:
  - Сын от неизвестной наложницы низкого происхождения:
    - Эйстен I Магнуссон (1088—1123), король Норвегии (1103—1123).

  - Сын от наложницы Торы:
    - Сигурд I Магнуссон (1089—1130), король Мэна и островов (1098—1103), король Норвегии (1103—1130).

  - Сын от наложницы Сигрид Сакседоттер:
    - Олав Магнуссон (1099—1115) при разделе власти, после смерти отца, номинально получил треть королевства, однако долей 4-летнего Олава правили старшие братья. Умер в возрасте 16 лет, так и не вступив на престол.

  - Сын от неизвестной ирландки:
    - Харальд Гилли (1103—1136), король Норвегии (1130—1136). Харальд объявился в Норвегии лишь в 1127 году и объявил себя сыном Магнуса Голоногого. Прямых доказательств принадлежности Гилли к роду Хорфагеров нет, поэтому некоторыми исследователями считается самозванцем. После испытания божьим судом его права были признаны Сигурдом I.

  - Сын от наложницы Торы Сакседоттер, сестры Сигрид:
    - Сигурд Слембе (?—1139), король Норвегии (1136—1139). Объявил себя сыном Магнуса в 1135 и предъявил права на престол. По одной из версий, был на самом деле сыном некого священника Адальбрикта.

  - Дочь от неизвестной наложницы:
    - Рагнхильд Магнусдоттер (?—?), вышла замуж за Харальда Эриксона, сына короля Дании Эрика I Доброго.